# Nikolai Wladimirowitsch Pankratow
Nikolai Wladimirowitsch Pankratow (russisch Николай Владимирович Панкратов; * 23. Dezember 1982 in Swerdlowsk) ist ein ehemaliger russischer Skilangläufer.

## Werdegang
Pankratow trat erstmals bei den Europäischen Olympischen Winter-Jugendtagen 1999 in Štrbské Pleso in Erscheinung. Dort gewann er die Silbermedaille über 10 km klassisch. Bei den Nordischen Junioren-Skiweltmeisterschaften 2001 in Karpacz belegte er den siebten Platz über 10 km klassisch und wurde mit der russischen 4-mal-10-Kilometer-Staffel Juniorenweltmeister. Ein Jahr später bei den Junioren-Weltmeisterschaften 2002 in Schonach im Schwarzwald belegte er über 30 Kilometer lediglich den 42. Platz. Sein erstes Weltcuprennen lief er im Januar 2003 in Kavgolovo, welches er auf dem 23. Platz über 10 km klassisch beendete und damit seine ersten Weltcuppunkte holte. Im selben Monat gewann er bei der Winter-Universiade 2003 in Tarvisio Gold über 10 km klassisch und mit der Staffel. Zu Beginn der Saison 2003/04 erreichte er in Kuusamo mit dem sechsten Platz über 15 km klassisch seine erste Top-Zehn-Platzierung im Weltcup und kam in Davos mit dem zweiten Rang über 15 km klassisch erstmals aufs Podest. Im weiteren Saisonverlauf errang er im Weltcup fünf Top-Zehn-Resultate, darunter jeweils Platz drei mit der Staffel in La Clusaz und in Otepää. Im März 2004 holte er in Lahti zusammen mit Wassili Rotschew im Teamsprint seinen ersten Weltcupsieg. Die Saison beendete er auf dem 20. Platz im Gesamtweltcup und auf dem 18. Rang im Distanzweltcup. In der folgenden Saison kam er im Weltcup fünfmal in die Punkteränge, darunter dreimal unter die ersten Zehn, und belegte zum Saisonende den 35. Platz im Gesamtweltcup und den 25. Rang im Distanzweltcup. Beim Saisonhöhepunkt, den Nordischen Skiweltmeisterschaften 2005 in Oberstdorf, holte er die Bronzemedaille mit der Staffel. Zudem errang er den 29. Platz im 50-km-Massenstartrennen und den zehnten Platz im Skiathlon. Sein bestes Resultat im Weltcup in der Saison 2005/06 war der neunte Platz im Skiathlon in Oberstdorf. Bei den Olympischen Winterspielen 2006 in Turin belegte er den 18. Platz im 50-km-Massenstartrennen. Nach Platz zwei zu Beginn der Saison 2006/07 mit der Staffel in Gällivare holte er in La Clusaz mit der Staffel seinen zweiten Weltcupsieg. Bei der Tour de Ski 2006/07 wurde er mit drei Top-Zehn-Resultaten Zehnter in der Gesamtwertung. Beim folgenden Weltcup in Rybinsk errang er den zweiten Platz im Sprint. Bei den Nordischen Skiweltmeisterschaften 2007 in Sapporo konnte er gemeinsam mit Wassili Rotschew, Alexander Legkow und Jewgeni Dementjew die Silbermedaille in der Staffel gewinnen. Zudem kam er auf den 36. Platz über 15 km Freistil und auf den neunten Rang im 50-km-Massenstartrennen. Zum Auftakt der Weltmeisterschaften war er jedoch vom Ski-Weltverband FIS mit einer fünftägigen Schutzsperre aufgrund eines zu hohen Hämoglobinwertes belegt worden. Zum Saisonende erreichte er den 21. Platz im Sprintweltcup und den 16. Rang im Gesamtweltcup. Zu Beginn der folgenden Saison wurde er in Beitostølen mit der Staffel Dritter. Bei der Tour de Ski 2007/08 belegte er den 18. Platz. Dabei kam er in Nové Město über 15 km klassisch auf den dritten Rang. Beim folgenden Weltcup in Canmore holte er im Skiathlon seinen einzigen Einzelsieg im Weltcup. Die Saison beendete er auf dem 24. Platz im Gesamtweltcup und auf dem 14. Rang im Distanzweltcup. In der Saison 2008/09 belegte er den 31. Platz bei der Tour de Ski 2008/09 und den 41. Rang beim Skilanglauf-Weltcup-Finale in Falun. Sein bestes Saisonresultat im Weltcup war der achte Rang über 15 km klassisch in Nové Město. Nach Platz zwei mit der Staffel in Beitostølen zu Beginn der Saison 2009/10 holte er in Krasnogorsk über 30 km klassisch seinen einzigen Sieg im Eastern Europe Cup. Bei den Olympischen Winterspielen 2010 in Vancouver belegte er den 32. Platz im Skiathlon und den achten Rang mit der Staffel. Zum Saisonende kam er auf den 23. Platz beim Skilanglauf-Weltcup-Finale in Falun und belegte den 45. Rang im Gesamtweltcup. Nachdem im September 2010 bei Pankratow an der österreichisch-Schweizerischen Grenze 22 Ampullen des Kälberblut-Präparates Actovegin sowie weitere Doping-Hilfsmittel entdeckt worden waren, verhängte der russische Skiverband RSA im Januar 2011 eine zweijährige Dopingsperre gegen ihn. Nach Ablauf der Sperre startete er im März 2014 bei den Militärweltmeisterschaften in Sodankylä. Dort errang er den 21. Platz.

## Erfolge

### Siege bei Weltcuprennen

#### Weltcupsiege im Einzel
| Nr. | Datum           | Ort     | Disziplin       |
| --- | --------------- | ------- | --------------- |
| 1.  | 22. Januar 2008 | Canmore | 30 km Skiathlon |

#### Weltcupsiege im Team
| Nr. | Datum             | Ort       | Disziplin             |
| --- | ----------------- | --------- | --------------------- |
| 1.  | 6. März 2004      | Lahti     | Teamsprint Freistil 1 |
| 2.  | 17. Dezember 2006 | La Clusaz | 4 × 10 km Staffel 2   |

### Siege bei Continental-Cup-Rennen
| Nr. | Datum             | Ort         | Disziplin       | Serie              |
| --- | ----------------- | ----------- | --------------- | ------------------ |
| 1.  | 27. Dezember 2009 | Krasnogorsk | 30 km klassisch | Eastern Europe Cup |

## Weltcup-Gesamtplatzierungen
| Saison  | Gesamt | Gesamt | Distanz | Distanz | Sprint | Sprint |
| Saison  | Punkte | Platz  | Punkte  | Platz   | Punkte | Platz  |
| ------- | ------ | ------ | ------- | ------- | ------ | ------ |
| 2002/03 | 8      | 114.   | -       | -       | -      | -      |
| 2003/04 | 288    | 20.    | 250     | 18.     | 38     | 37.    |
| 2004/05 | 131    | 38.    | 105     | 25.     | 26     | 42.    |
| 2005/06 | 106    | 53.    | 70      | 46.     | 36     | 43.    |
| 2006/07 | 295    | 16.    | 75      | 33.     | 116    | 21.    |
| 2007/08 | 278    | 24.    | 225     | 14.     | 1      | 108.   |
| 2008/09 | 39     | 93.    | 39      | 57.     | -      | -      |
| 2009/10 | 168    | 45.    | 72      | 46.     | 80     | 35.    |